# Gunnar-Wester-Haus
Das Gunnar-Wester-Haus in Schweinfurt ist ein Museum, in dem die Sammlung Graf Luxburg – Gegenstände der Feuererzeugung und Beleuchtung – und die Ikonensammlung Fritz Glöckle – russische Ikonen des 16. bis 19. Jahrhunderts – ausgestellt sind. Gunnar Wester war ein schwedischer Konsul und Vorsitzender der Geschäftsführung der SKF Kugellagerfabriken GmbH in Schweinfurt.

## Lage
Das Museum liegt in der Altstadt, am Martin-Luther-Platz, gegenüber der Johanniskirche, nahe der Tiefgarage Graben. Das Gunnar-Wester-Haus, südlich der Kirche, ist Teil eines Kulturquartiers, das auf der nördlichen Seite derzeit komplett zum Kulturforum Martin-Luther-Platz umgestaltet wird. Die dortigen Museen sind deshalb zurzeit geschlossen und sollen 2021 mit einem zusätzlichen Museum neu eröffnet werden.

## Sammlungen

### Sammlung Graf Luxburg
Die Sammlung Graf Luxburg ist eine Schenkung von Karl Graf von Luxburg. Seine kulturgeschichtliche Sammlung zur Entwicklung von Feuererzeugung und Beleuchtung findet dort ihren Platz. Beginnend mit einer Auswahl antiker Öllampen enthält die Sammlung Gegenstände der Feuererzeugung sowie Lampen, Leuchten und Laternen vom Mittelalter bis ins 19. Jahrhundert. Hervorzuheben sind frühe Zündmaschinen aus dem Barock und dem Biedermeier.

### Ikonensammlung Fritz Glöckle
Die Ikonensammlung Fritz Glöckle bietet in drei Räumen im Erdgeschoss einen Einblick in die sakrale russische Kunst des 16.–19. Jahrhunderts. 106 Exponate illustrieren Themenbereiche wie Marienbild, Christusdarstellungen, Kalender-, Festtags-, Heiligen-Ikonen sowie Ikonostasen.